# ادی باجو
ادی باجو (انگلیسی: Eddy Baggio؛ زادهٔ ۲۳ اوت ۱۹۷۴) بازیکن فوتبال اهل ایتالیا است.
از باشگاه‌هایی که در آن بازی کرده‌است می‌توان به باشگاه فوتبال اسپتزیا، باشگاه فوتبال فیورنتینا، باشگاه فوتبال آسکولی، باشگاه فوتبال آنکونا، باشگاه فوتبال سالرنیتانا، باشگاه فوتبال کاتانیا، باشگاه فوتبال پیزا، و باشگاه فوتبال ویچنزا اشاره کرد.
وی همچنین در تیم ملی فوتبال زیر ۱۷ سال ایتالیا بازی کرده‌است.